# Florian Boesch
Florian Boesch (17 mei 1971) is een Oostenrijkse bas-bariton en operazanger, die gespecialiseerd is in liederenzang.

## Biografie
Boesch werd geboren in Saarbrücken, in West-Duitsland, en is de zoon van Oostenrijkse bariton Christian Boesch. Zijn eerste zanglessen krijgt hij van zijn grootmoeder, Kammersängerin Ruthilde Boesch. Aanvankelijk is dat maar "voor de lol", maar daarna wordt het menens. In 1997 gaat hij op 27-jarige leeftijd naar Musikhochschule Wien, waar hij lied en oratorium studeert bij Robert Holl.
Hij debuteert in 2000 met een recital in het Weense Musikverein. In 2002 verschijnt hij voor het eerst op de Schubertiade in Schwarzenberg. Eind 2003 treedt hij op als Papageno in Die Zauberflöte van Mozart in Opernhaus Zürich.  
Boesch is sinds 2002 verbonden aan de Salzburger Festspiele, als hij daar zijn debuut maakt als Tiridate in Händels Radamisto. In 2004 treedt hij er op als politiecommissaris in een uitvoering van Der Rosenkavalier van Richard Strauss in het Großes Festspielhaus. In 2006 is hij Antonio in Mozarts Le nozze di Figaro, met Harnoncourt. Ook in 2009 treedt hij daar op, als Guglielmo in Così fan tutte van Mozart. In 2012 en 2013 is hij te zien in de Ouverture Spirituelle, een festival binnen het festival, waar kerkmuziek centraal staat. In 2012 doet hij zodoende mee aan een opvoering van Mozarts Mass in C major, K. 262 in de Dom van Salzburg en in 2013 werkt hij mee aan Haydns Die Schöpfung en Die Jahreszeiten, samen met Harnoncourt, en in Mozarts Mis in C klein in de Stiftskirche, met het Simon Bolivar Symfonieorkest van Venezuela,  onder leiding van Gustavo Dudamel.
Met dirigent Nikolaus Harnoncourt (1929-2016) ontwikkelt de zanger een hechte band. Ze voerden samen Messiah en Saul van Händel op in het Wiener Musikverein en The Fairy Queen van Purcell op het Styriarte festival in 2014.
Boesch treedt geregeld op in het Theater an der Wien. Met theaterregisseur Claus Guth werkt hij aan opvoeringen van Händels Messiah (2009) en Schuberts Lazarus (2013). In januari 2013 trad hij er op als Tiridate, met dirigent René Jacobs en het Freiburger Barokorchester. 
Met de Britse pianist Malcolm Martineau neemt hij drie liedcycli van Franz Schubert op. Winterreise verschijnt in 2011, bij Onyx Records. Volgens The Guardian "een van de krachtigste lied-albums van de afgelopen jaren". In 2013 maakt het duo de cd Die Schöne Müllerin. Tijdens de daaropvolgende tournee treedt het duo oa. op in Muziekgebouw aan ’t IJ in Amsterdam. In 2015 wordt Die Schöne Müllerin genomineerd voor een Grammy Award. Schwanengesang, het derde deel, verschijnt in 2014.
Sinds 2015 is Boesch hoogleraar lied en oratorium aan de Universität für Musik und darstellende Kunst Wien.
Op het Klarafestival in 2018 staat hij in Bozar in Brussel met Alles Wieder Gut, een programma van liederen van Franz Schubert, Robert Schumann, Johannes Brahms en Gustav Mahler met ensemble Franui.
Vanaf 2021 is hij artist in residence bij de Elbphilharmonie Hamburg. Tijdens concertseizoen '21-'22 treedt hij daar vijf keer op. Beginnende met twee liedrecitals, gevolgd door twee oratoria, waaronder Schubert's Das Paradies und die Peri. Het seizoen afsluiten doet hij middels cantata van Bach, samen met sopraan Anna Prohaska.
Als solist werkt hij met internationale toporkesten zoals het Wiener en Berliner Philharmoniker, het Koninklijk Concertgebouworkest, het Symphonieorchester des Bayerischen Rundfunks, het Gewandhausorchester Leipzig, de Staatskapelle Dresden en het London Symphony Orchestra. Hij staat op de planken van concertzalen en festivals zoals Wiener Konzerthaus, Wigmore Hall in Londen, het Edinburgh Festival, Laeiszhalle in Hamburg, het Schwetzingen Festival, Philharmonie Luxembourg, Volksoper Wien, in het Staatstheater Stuttgart, het Bregenz Festival, het Styriarte festival in Graz, de Staatsoper Hamburg, het Theater an der Wien, het Bolsjojtheater in Moskou en de Los Angeles Opera.
Hij zong de bassolo's in Schumanns Das Paradies und die Peri met de Wiener Philharmoniker onder leiding van Simon Rattle, in Bachs Matthäus Passion en Johannes Passion in het Concertgebouw in Amsterdam, in Kurt Weills Berliner Requiem met het Orchestre Philharmonique de Radio France, en in Mendelssohns Elijah, gedirigeerd door zowel Paul McCreesh als Ivor Bolton. Verder werkt hij met gerenommeerde dirigenten als Riccardo Chailly, Gustavo Dudamel, Daniel Harding, Pablo Heras-Casado, Mariss Jansons, Robin Ticciati en Franz Welser-Möst. Met dirigent Philippe Herreweghe treedt hij verschillende keren op in De Singel in Antwerpen. In 2012 brengen ze daar, samen met Collegium Vocale Gent en I Solisti del Vento, oa. werk van Kurt Weill. In 2013 vertolkt hij de rol van Christus in een opvoering van Bach's Mattheüspassie, opnieuw met Collegium Vocale Gent. Deze voorstelling wordt hernomen in 2022. Missa Solemnis van Beethoven volgt in 2016, ook met Collegium Vocale Gent en het Rotterdams Philharmonisch Orkest. Boesch werkt ook met Herreweghe voor verschillende cd-opnames. In 2013 verschijnt Stabat Mater, van Antonin Dvořák', bij PHI Records. Naast sopranen Ilse Eerens en Michaela Selinger, tenor Maximilian Schmitt en het Royal Flemish Philharmonic, horen we ook Collegium Vocale Gent op deze cd. Met sopraan Christina Landshamer, tenor Schmitt, Collegium Vocale, Orchestre Des Champs-Elysées én Philippe Herreweghe maakt Boesch in 2014 ook de cd Die Jahreszeiten, met werk van Joseph Haydn.
Voor Pasen 2023 brengt hij de Johannespassie van Bach in de Antwerpse Elisabethzaal, samen met dirigent Philipp von Steinaecker, sopraan Carolyn Sampson, mezzosopraan Ann Hallenberg, tenor Nick Pritchard, bas Matthew Rose als Christus en het Antwerp Symphony Orchestra.
Boesch is ook verbonden aan het Nikolaus Harnoncourt Zentrum van de Anton Bruckner Privatuniversität. Zo leidde hij de filofische gesprekken 'Denkwerkstatt met Peter Sloterdijk. 
Onderscheidingen
- 2012: Edison Klassiek Prijs "Solist, Vocaal".[30]
- 2014: Österreichischer Musiktheaterpreis "Goldener Schikaneder" voor "Beste männliche Nebenrolle".[31][32][33]
- 2015: Grammy nominatie "Best Classical Solo Vocal Album" voor Schuberts Die schöne Müllerin.[34][35]